# 安阳红旗渠机场
安阳红旗渠机场是一座位于中国河南省安阳市汤阴县瓦岗乡的民用机场。规划及建设期间曾用名安阳豫东北机场，北距安阳市区约27千米。主要服务豫北地区安阳、鹤壁、濮阳等城市。2023年5月25日，安阳红旗渠机场由中国民航飞行校验中心校验飞行完成。機場於2023年11月29日正式啟用，目前已开通往返广州、深圳、三亚等地航线。计划陆续开行其他航線。

## 历史
安阳的航空历史始于1937年（民国26年），当时建立了第一座机场，现名为安阳殷都机场，主要由国家体育总局安阳航空运动学校用于教学和通用航空。2004年，国家民航总局在《关于全国民用机场布局规划》中提出河南省未来可新建3个支线机场，引发了安阳、信阳、商丘、周口、焦作等六市的激烈竞争，希望建立自己的民用机场。尽管最终只有信阳明港机场被列入规划，安阳并未放弃，继续通过各种途径争取新机场的建设。2009年，安阳计划与邯郸合作建设安邯机场，引入马来西亚的赛诺美嘉集团进行投资，但因命名问题而搁浅。2011年4月，安阳豫东北机场被正式纳入国家“十二五”规划，2013年开始进行机场建设的前期准备工作。2016年11月4日，中华人民共和国国务院和中央军委批复同意新建安阳民用机场。2017年12月29日，安阳机场项目战略合作协议签约暨奠基仪式举行，2021年2月20日主体工程正式开工。2022年4月27日，安阳豫东北机场跑道合拢，同年8月31日，中国民用航空局批复同意新建安阳民用机场命名为“安阳红旗渠机场”，英文译名为“ANYANG HONGQIQU AIRPORT”。2023年5月25日，完成校验飞行工作，6月16日，试飞成功，由中国南方航空所属的一架波音737-800型客机（注册号B-5040）完成。2023年11月29日，安阳红旗渠机场正式启用，中国南方航空往返广州的航线也同日开通。

## 命名
该机场在规划及建设阶段曾先后使用过“安阳机场”“安阳豫东北机场”“新建河南安阳民用机场”等名称。2022年8月31日，由中国民航局正式命名为“安阳红旗渠机场”。名称来源为位于安阳林州境内的人工引水渠工程红旗渠。

## 设计标准
机场定位为支线客运、通用航空和航空体育运动相结合的综合多用途机场，同时将作为郑州新郑国际机场的备降机场。占地总面积约2339亩，总投资约13.66亿元人民币。机场飞行区等级为4C，按照满足年旅客吞吐量55万人次、货邮吞吐量2000吨设计，主要建设内容包括：2600×45米跑道1条，主降方向设置I类精密进近系统；航站楼总建筑面积为6122.9平方米，民航站坪机位7个；1座塔台和800平方米航管楼；配套建设空管、供油、供电、供水、消防救援等设施。

## 航点
‌2025年度夏秋航班计划（3月30日至10月25日）
| 航空公司     | 目的地             |
| ------------ | ------------------ |
| 中国南方航空 | 广州、深圳         |
| 首都航空     | 三亚、哈尔滨       |
| 苏南瑞丽航空 | 成都（天府）、沈阳 |